# Drugo obleganje Rima (546)
Drugo obleganje Rima ali tudi plenitev Rima je leta 546 izvedel gotski kralj Totila med gotsko vojno (535–554) v spopadu med Ostrogoti in Vzhodnim rimskim cesarstvom. Totila je imel sedež v mestu Tivoli v Laciju in se je v prizadevanju za ponovno osvojitev Lacija pomaknil proti Rimu. Mesto je prestalo obleganje, ki je trajalo skoraj eno leto, preden je padlo v roke Gotov.

## Obleganje
Obleganje se je začelo pozimi leta 545–546. Bessas, magister militum, poveljnik cesarskega garnizona, je imel zalogo žita, vendar ga je prodajal samo civilnemu prebivalstvu po zelo napihnjenih cenah. Prav tako je zavrnil prošnje, da bi civilisti zapustili mesto. Sodobni zgodovinar Prokopij opisuje lakoto med obleganjem, v kateri so se znašli navadni Rimljani, ki niso bili dovolj bogati, da bi kupovali žito od vojske, prisiljeni so bili jesti otrobe, koprive, pse, miši in končno "iztrebke drug drugega". Nekateri so naredili samomor. Končno so cesarski poveljniki »izpustili tiste Rimljane, ki so želeli, da odidejo iz mesta«. Navaja, da so mnogi umrli na poti, saj jih je že izčrpala lakota in mnoge je sovražnik ubil na cesti.
Papež Vigilij, ki je pobegnil na varno v Sirakuze na Siciliji je poslal floto ladij z žitom, da bi oskrbele Rim, vendar jih je Totilina mornarica prestregla blizu izliva Tibere in zajela floto. Cesarske sile, ki jih je vodil Belizar, so se utaborile v Portusu in čakale na okrepitve. Njegov poskus, da bi razbremenili Rim je skoraj uspel, vendar na koncu ni uspel zaradi nezanesljivosti podrejenih poveljnikov. Belizar je nato zbolel in ni več ukrepal.

## Padec Rima
Totila je končno vstopil v Rim 17. decembra 546, potem ko so njegovi možje ponoči preplezali obzidje in odprli "Asinarijeva vrata". Prokopij pravi, da je Totili pomagalo nekaj izavrijskih vojakov iz cesarske garnizije, ki so se dogovorili za skrivni pakt z Goti. Ko so Goti previdno napredovali v mesto je veliko branilcev pobegnilo skozi druga vrata; po Prokopiju jih je ostalo le še 500, ki so iskali zatočišče v raznih cerkvah; ubitih je bilo 26 vojakov in 60 civilistov. Rim je bil oropan, vendar je Totila – ki je očitno nameraval mesto spremeniti v pašnik za ovce – popustil. Vendar pa je podrl približno tretjino obrambnega obzidja, preden je odšel v zasledovanje rimskih sil v Apuliji.

## Posledice
Ko je porazil sile, ki jih je za seboj pustil Totila, se je Belizar spomladi leta 547 odločil, da bo ponovno zasedel Rim in naglo obnovil porušene dele obzidja tako, da je po Prokopiju naložil razsute kamne »enega na drugega, ne glede na vrstni red«. Totila se je hitro vrnil, vendar so ga branilci premagali. Vendar Belizar ni izkoristil svoje prednosti. Več mest, vključno z Perugio so zavzeli Goti, medtem ko je Belizar ostal nedejaven in bil nato odpoklican iz Italije. Leta 549 je Totila še tretjič napredoval proti Rimu, ki ga je zavzel po še enem dolgem obleganju.